# Kamka, Snovsk
Kamka (în ucraineană Камка) este un sat în comuna Hotunîci din raionul Snovsk, regiunea Cernihiv, Ucraina.

## Demografie
Componența lingvistică a localității Kamka
     Ucraineană (96,46%)
     Rusă (2,65%)
     Alte limbi (0,29%)
Conform recensământului din 2001, majoritatea populației localității Kamka era vorbitoare de ucraineană (96,46%), existând în minoritate și vorbitori de rusă (2,65%).